# EuroAir

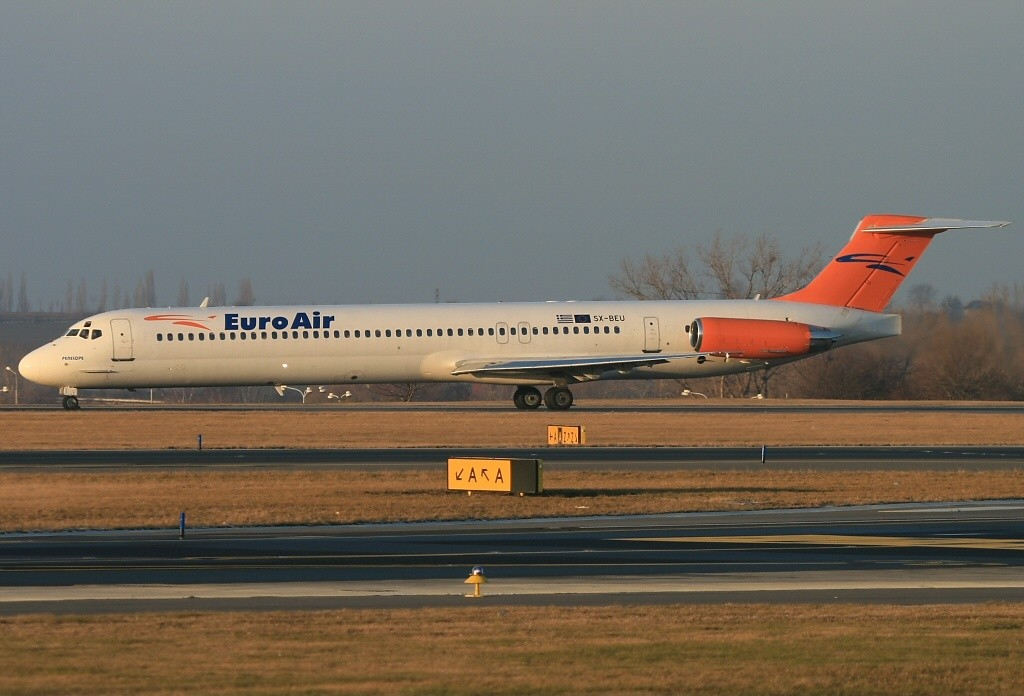
MD-83 авіакомпанії EuroAir (реєстраційний SX-BEU) на рулюванні в празькому аеропорту Рузіне

EuroAir — колишня чартерна авіакомпанія зі штаб-квартирою в Афінах (Греція), яка здійснювала нерегулярні пасажирські та вантажні перевезення на літаках, взятих в мокрий лізинг в інших авіакомпаній.
Штаб-квартирою EuroAir і її основним транзитним вузлом (хабом) був міжнародний аеропорт Афін. Припинила свою діяльність 16 березня 2009 року.

## Історія
Авіакомпанія EuroAir була заснована в 1995 році і почала операційну діяльність з надання послуг аеротаксі, виконання чартерних перевезень, в тому числі і за контрактами забезпечення роботи бригад швидкої медичної допомоги (санітарна авіація).
Діяльність авіакомпанії була зупинена 16 березня 2009 року відкликанням сертифіката експлуатанта.

## Колишні маршрути
У 2007 році EuroJet виконувала регулярні пасажирські перевезення двічі на тиждень на літаках MD-83 від імені італійської авіакомпанії On Air з Пескари в Брюссель, Бухарест, Іракліон, Париж (імені Шарля де Голля) і Спліт.

## Флот
На початку 2009 року повітряний флот авіакомпанії EuroAir становили такі літаки:
- McDonnel Douglas MD-83 — 2 од.
- Let L-410 Turbolet — 1 од.
- Embraer EMB-110 — 1 од.